# Mario Molina (zapaśnik)
Mario Bernardo Molina Cortez (ur. 10 lutego 1989) – peruwiański zapaśnik walczący w stylu klasycznym. Zajął osiemnaste miejsce na mistrzostwach świata w 2017. Zdobył brązowy medal na igrzyskach panamerykańskich w 2007 i 2015, a także na mistrzostwach panamerykańskich w 2007, 2015 i 2018. Wicemistrz igrzysk Ameryki Południowej w 2018. Mistrz Ameryki Południowej w 2017 i 2019, drugi w 2012 i 2016, trzeci w 2014. Brązowy medalista igrzysk boliwaryjskich w 2017 roku.